# ميشائيل دانغل
ميشائيل دانغل Michael Dangl (ولد 31 يناير 1968 في زالتسبورغ) هو ممثل نمساوي.

## حياته ونشأته
بدأ ميشائيل العمل في التمثيل منذ كان في الرابعة من عمره في فرقة أبويه كريستا وأغيلو دانغل وهي كارافانه زالتسبورغ. وفي المدرسة شارك في التمثيل في الفرقة المسرحية. وفي سن الثامنة عشرة انضم إلى مسرح المدينة حيث ظل ثلاث سنوات، قبل أن يرحل إلى العمل في مسرح كوبلينتس في ألمانيا تحت إدارة هانيس هوسكا.

## وصلات خارجية
- ميشائيل دانغل على موقع IMDb (الإنجليزية)
- ميشائيل دانغل على موقع ألو سيني (الفرنسية)
- ميشائيل دانغل على موقع ميوزك برينز (الإنجليزية)
- ميشائيل دانغل على موقع قاعدة بيانات الفيلم (الإنجليزية)
- ميشائيل دانغل على موقع كينوبويسك (الروسية)